# L'uomo leopardo
L'uomo leopardo (The Leopard Man) è un film horror del 1943 diretto da Jacques Tourneur, basato sul libro Black Alibi di Cornell Woolrich.

## Trama
In un piccolo villaggio del Nuovo Messico l'impresario Jerry Manning affitta un leopardo nero ammaestrato come trovata pubblicitaria per risollevare lo spettacolo della sua ragazza e cantante di night-club, Kiki. Durante il primo spettacolo in cui appare con il leopardo, Kiki si fa fuggire l'animale, spaventato dalla sua rivale Clo-Clo, donna scaltra e talentuosa ballerina di flamenco. La polizia inizia subito le ricerche, ma senza successo. Una ragazza, costretta dalla madre ad uscire per comprare della farina, viene aggredita e uccisa dal leopardo. Alle indagini prendono parte Charlie, il proprietario del felino, e il dottor Galbright, ex luminare di zoologia, oltre che a Jerry e Kiki. In seguito vi saranno altre uccisioni di giovani donne, tra cui  Clo-clo. Nonostante Galbright sostenga che il leopardo ne sia il responsabile, Charlie sostiene il contrario, e Jerry la pensa come lui, poiché il felino non mangia ciò che uccide. Ad un certo punto, Charlie inizia a pensare di essere stato lui ad uccidere le ragazze in stato di ebbrezza, ma viene poi rilasciato a causa della poca credibilità delle sue affermazioni. In seguito Charlie ritrova il corpo del suo leopardo, senza vita, e Jerry capisce che il vero colpevole è un uomo. Aiutato dal fidanzato di una delle vittime, Jerry cattura il vero colpevole: Galbright, che era sul punto di uccidere Kiki. Durante la sua confessione, il compagno di Jerry si fa cogliere dalla collera e lo uccide. Alla fine, mentre il ragazzo viene arrestato per omicidio, Jerry e Kiki riaffermano l'amore che provano l'uno per l'altra.

## Sfondo
L'uomo leopardo è uno dei pionieri del genere, tanto da essere definito il «primo ritratto realistico di un assassino seriale nel cinema americano». Se infatti oggi i romanzi e i film in circolazione ritraenti questi personaggi sono numerosi, all'epoca il genere era ancora allo stato embrionale; prima del film di Tourneur erano stati realizzati solamente M - Il mostro di Düsseldorf di Fritz Lang nel 1930 e L'ombra del dubbio di Alfred Hitchcock nel 1943. Oltre ciò, vanta anche il primato d'essere forse il primo film a combinare il noir e l'horror, creando atmosfere e stili ancora in uso nel cinema moderno; è inoltre uno degli antenati dello slasher i cui elementi chiave (personaggi sempre in allerta, assassino dall'identità nascosta, giovani ragazze di bell'aspetto, morte violenta) sono presenti tutti.
Il romanzo Black Alibì non aveva ricevuto particolare attenzione, sebbene rappresentasse l'apice della carriera di Woolrich, i cui testi sono stati a lungo sottovalutati. A tal proposito, il produttore del film Val Lewton raccontò un ironico aneddoto:
All'epoca della distribuzione, negli Stati Uniti si era assistito da alcuni anni al cosiddetto "panico da crimini sessuali", che coinvolgerà in maniera più o meno uguale anche il vicino Canada qualche anno dopo. Si trattava di un'era nella quale l'urbanizzazione delle grandi città aveva comportato anche il degrado delle periferie delle stesse, portando a una considerevole, seppur ancora poco sviluppata, situazione di disagio delle aree povere. Proprio da qui partirono le prime avvisaglie per quanto concerne i reati di natura sessuale, specie verso donne sole, prostitute, ma anche residenti. L'aumentare dei casi che coincideva con la recrudescenza della violenza nei confronti delle vittime, creò una paura "pubblicizzata" dai media più dai fatti reali, contribuendo al panico generale.
Quindi, il materiale portato sul grande schermo da L'uomo leopardo vuole essere un messaggio per il pubblico, spiegando che il nemico potrebbe essere chiunque, come persone di normale frequentazione e non lo stereotipato violentatore solitario che agisce di notte nelle vie isolate, bensì un "ragazzo della porta accanto". Scegliendo volutamente di non approfondire la psicologia dell'assassino, il quale a fine film dichiarerà di agire per impulso senza un motivo reale (in voga con la scelta degli autori di non analizzarne l'aspetto interiore), il film si inserisce nell'ambito storico e sociale cui appartiene l'epoca dell'uscita, senza ulteriori presupposti.

## Accoglienza

### Critica
Secondo Joel Siegel, che ha criticato il film sotto gli aspetti narrativi e stilistici, l'uomo leopardo è «poco più che un esercizio di voyeurismo sadico», riconoscendogli comunque una «struttura particolarmente non convenzionale». Concludendo la sua opinione sul film, Siegel contesta il materiale di base per la sceneggiatura, Black Alibì, a suo dire "troppo a favore" di Tourneur e Lewton.

## Curiosità
- Il leopardo usato per le riprese, ribattezzato Dynamite dalla troup, è lo stesso usato anche per Il bacio della pantera (1942) sempre di Tourneur.[1]
- Da notare che il colpevole del libro e quello del film non coincidono, anzi il personaggio che risulta responsabile dei delitti nel film non esisteva nemmeno nel romanzo.